# Зенитная самоходная установка
Зенитная самоходная установка (ЗСУ) — боевая машина (изделие, специальный танк), предназначенная для решения задач по противовоздушной и противоракетной обороне войсковых формирований (соединений, и так далее) и тыловых объектов от ударов авиации и ракетных войск противника.
Конструктивно и по вооружению ЗСУ очень разнообразны. Они могут использовать железнодорожную, колёсную (автомобильное или специальное шасси), полугусеничную (шасси тягачей или БТР) или гусеничную (танковую или тракторную) базу, вооружаться пулемётами, зенитными пушками, ракетами или комбинацией всех этих огневых средств. (В будущем возможно появление лучевых и пучковых ЗСУ.) Предназначенные для применения на переднем крае боевых действий или вблизи от него, часто защищаются бронёй.

## История
Первой ЗСУ стал построенный в 1906 году в Германии фирмой «Эрхард» бронеавтомобиль с большим углом возвышения орудия. По ходу Первой мировой войны ЗСУ на базе коммерческих грузовиков десятками использовались на всех фронтах театров войны.
Эта конструктивная концепция ЗСУ получила дальнейшее развитие в межвоенный период, — для придания мобильности скорострельным автоматическим или тяжёлым зенитным орудиям их часто монтировали на платформе грузовика или артиллерийского тягача.

### Вторая мировая война
Однако ЗСУ на базе небронированных машин были слишком уязвимыми даже для огня лёгкого стрелкового оружия, поэтому уже по ходу Второй мировой войны в этом качестве стали использоваться специально построенные ЗСУ на броневой и танковой базе. Одни из наиболее известных машин такого класса — германские ЗСУ «Ostwind» и «Wirbelwind».
- M13
- M15
- M16
- M19
- ЗСУ-37
- ЗУТ-37 (Не вошёл в серийное производство)
- Flakpanzer 38(t)
- Kugelblitz[1]

### Послевоенные
Послевоенное развитие ЗСУ характеризовалось увеличением числа и скорострельности ствольного вооружения, например ЗСУ-57-2, появлением зенитных ракет и, следовательно, ракетных ЗСУ, а также бурным развитием следящей за целями и управляющей огнём электроники. Современный путь: комбинированное вооружение ЗСУ (комбинация ракетного и пушечного вооружения). Представители ЗСУ с комбинированным вооружением: российские ЗСУ «Тунгуска» и «Панцирь-С». Однако в мире по-прежнему создают ЗСУ с только пушечным вооружением типа «Гепард».

## Современные ЗСУ ближнего действия
- AF902A FCS — 35-мм двуствольная колёсная ЗСУ.
- PGZ-07 — 35-мм двуствольная ЗСУ.
- PGZ-95 — 25-мм четырёхствольная ЗСУ.
- LD-2000 — ЗСУ с 30-мм семиствольным ПВБС Тип 730.
- Тип 87 — 35-мм двуствольная ЗСУ.
- «Гепард» — 35-мм двуствольная ЗСУ.
- Skynex  — 35-мм колёсная ЗСУ.
- SIDAM 25 — 25-мм четырёхствольная ЗСУ.
- PZA Loara — 35-мм двуствольная ЗСУ.
- K30 — 30-мм двуствольная ЗСУ.
- Marksman — 35-мм двуствольная ЗСУ.